# 黑岩目高不把我的可愛放在眼裡
《黑岩目高不把我的可愛放在眼裡》是由久世蘭創作的日本漫畫，開始連載於2021年5月26日發售的週刊少年Magazine2021年第26號。截至2025年2月，單行本累積發行量超过200萬冊。

## 角色列表

### 主要人物
川井萌奈（聲：芹澤優）
本作品的主角。容貌出眾、身材完美的高中女生。
自小就深受眾人歡迎，她本人也很享受被人追捧的感覺，自認為沒有男生會對她無動於衷，但遇到了第一次對她不感興趣的轉學生目高，刺激到她的自信心。為了吸引他的注意，她努力使出各種手段，但一直沒達到她要的效果，反而對目高的溫柔舉措感到心動。隨著不斷的交流，她對目高的心態漸漸從不服輸的不甘轉變成好感，開始嫉妒其他爭奪目高注意力的女孩，但她本人毫無自覺，並在別人指出這一點時總是失口否認。最終在一次獨處中發覺自己確實愛上了他，開啟了她十七年來第一次的戀愛。
私底下是個努力家，為了維持自己完美的外在形象，無論是學習還是體育都維持一定的成績，在對人處事上也下了很多功夫。擅長烘焙，每年送給同學的人情巧克力全都是由自己親自製作。當感到慌亂時，偶爾會用關西方言說話。
黑岩目高（聲：岩崎諒太）
萌奈班上的轉學生。平時沉默少言，給人一種不苟言笑的感覺，但實質上是個溫柔而認真的好人，只是有些笨拙。
實際上，他是寺廟住持的兒子，從小接受家中的戒律，對於女性一直保持距離，他來到男女合校也是為了心靈修行。雖一心遵循戒律，但其實內心沒有完全摒棄世俗，面對萌奈的行動時常讓他無法保持冷靜。因為幾乎沒有接觸異性的經驗，所以不知道要做何回應，只能勉強擺出僵硬的臉，使萌奈誤以為被他討厭。
湘南旭（聲：雨宮天）
本作品的第二女主角。雖然是一年級的學生，卻是女子籃球隊的王牌球員，只是個子嬌小。就學業成績而言，她也是班上最優秀的學生之一。
她對目高一見鍾情，時常採取的積極行動，讓萌奈感到焦躁不安。最先發覺萌奈對目高有好感的人，即便對方時口否認，還是宣稱自己是萌奈的情敵。
春野蕾美（聲：花澤香菜）
本作品的副女主角。萌奈和目高的同學。
是萌奈的忠實粉絲，偷偷地給對方拍照。起初由於她關注萌奈與目高的行為，被萌奈誤認為她是看上目高的情敵，因此對她有所警惕。在誤會解除後，成為萌奈最好的朋友之一，支持著萌奈對目高的情感。
參加學園祭的選美活動後，她在學校裡有了一些人氣。
難波朋（聲：矢野妃菜喜）
本作品的第三女主角。萌奈在大阪時的青梅竹馬兼國中同學，也是她唯一以本性交流的摯友。原本待在大阪，後跟隨父親調職到東京而轉學到萌奈和目高的學校，成為他們的同學。
與萌奈重逢不久發覺其對目高有好感，鼓勵她面對自己的情感，在萌奈坦承後也表明支持她。但後來，她自己也對目高產生好感，讓她覺得自己無臉面對萌奈。萌奈知道後並沒有責怪她，雖然對她成為強大的情敵而感到苦惱，但也真心為摯友找到戀愛而感到高興。同時，萌奈也要求她不要因為顧慮友誼而放棄目高。
白濱美波（聲：前田佳織里）
旭的同學，也是她最好的朋友。髮型是姬髮式。
她支持旭的感情，從旁提出各種建議與幫助，同時也以逗弄她為樂。例如在旭製作情人節巧克力遇到困難時，向作為旭情敵的萌奈尋求幫助。

### 毬藻高中關係者
小早川翔（聲：山下大輝）
戴眼鏡的男學生，目高和萌奈的同班同學。是目高的朋友之一，也是萌奈的粉絲。
擅長炒熱氣氛，多次在活動中擔任主持人。
木戶讓（聲：畠中祐）
和萌奈出去玩的男同學，目高和萌奈的同班同學。
心思細膩，其實已經看出目高和萌奈等人之間的氣氛。
他家很大，甚至和同學一起舉辦萬聖節派對。

### 其他人物
品川杏莉
著名大小姐女校仁穗高中的二年級女學生。雖然沒有描述她的家庭，但家境似乎很富有，她的每門科目都有一位私人導師。
性格自由奔放，會按照自己的節奏工作，不喜歡被強迫或約束。為了擺脫被家人安排的家庭導師，在巧遇目高後強行要他擔任自己表面上的家教，希望他配合自己製造自己用功的假象，藉此爭取自己的自由時間。
她未來的夢想是成為一名職業歌手，除了練習吉他外，她還在附近的現場音樂場所擔任開場表演。
川井昴
萌奈的弟弟，國中三年級生。
因為他了解姊姊萌奈私底下的樣子，所以能輕鬆看出女生裝可愛的手段。知道姐姐喜歡目高，雖然時常藉此作弄她，但實際上非常支持她的感情，並且對她有關心的一面。
升學後入讀萌奈所在的高中，成為毬藻高中的一年級新生。
青葉花梨
杏莉的表妹，毬藻高中的一年級新生。

## 出版書籍
| 卷數 | 講談社         | 講談社                 | 東立出版社     | 東立出版社             |
| 卷數 | 發售日期       | ISBN                   | 發售日期       | ISBN                   |
| ---- | -------------- | ---------------------- | -------------- | ---------------------- |
| 1    | 2021年8月17日  | ISBN 978-4-06-524490-6 | 2022年9月2日   | ISBN 978-957-26-8582-2 |
| 2    | 2021年11月17日 | ISBN 978-4-06-525932-0 | 2023年10月20日 | ISBN 978-626-347-983-8 |
| 3    | 2022年1月17日  | ISBN 978-4-06-526591-8 |                |                        |
| 4    | 2022年4月15日  | ISBN 978-4-06-527540-5 |                |                        |
| 5    | 2022年7月15日  | ISBN 978-4-06-528498-8 |                |                        |
| 6    | 2022年9月16日  | ISBN 978-4-06-529129-0 |                |                        |
| 7    | 2022年11月17日 | ISBN 978-4-06-529708-7 |                |                        |
| 8    | 2023年1月17日  | ISBN 978-4-06-530350-4 |                |                        |
| 9    | 2023年4月17日  | ISBN 978-4-06-531236-0 |                |                        |
| 10   | 2023年7月14日  | ISBN 978-4-06-531889-8 |                |                        |
| 11   | 2023年9月14日  | ISBN 978-4-06-532892-7 |                |                        |
| 12   | 2023年11月16日 | ISBN 978-4-06-533554-3 |                |                        |
| 13   | 2024年2月16日  | ISBN 978-4-06-534572-6 |                |                        |
| 14   | 2024年5月16日  | ISBN 978-4-06-535512-1 |                |                        |
| 15   | 2024年7月17日  | ISBN 978-4-06-536157-3 |                |                        |
| 16   | 2024年10月17日 | ISBN 978-4-06-537134-3 |                |                        |
| 17   | 2024年12月17日 | ISBN 978-4-06-537774-1 |                |                        |
| 18   | 2025年2月17日  | ISBN 978-4-06-538420-6 |                |                        |
| 19   | 2025年5月16日  | ISBN 978-4-06-539444-1 |                |                        |
| 20   | 2025年8月12日  | ISBN 978-4-06-540376-1 |                |                        |

## 電視動畫
2024年5月公布電視動畫化，由SynergySP擔任動畫製作，第1季於2025年1月至3月播出。第1季播出完后宣布制作第2季。

### 製作人員
- 原作：久世蘭
- 導演：奥村吉昭
- 系列構成、脚本：筆安一幸
- 角色設計：渡邊真由美
- 音樂：立山秋航
- 音響監督：小沼則義
- 色彩設計：山上愛子
- 攝影監督：西村徹也
- 美術監督：三宅昌和
- 動畫制作：SynergySP[32]

### 主題曲
第1季
片頭曲
演唱：，作詞、作曲、編曲：Three
片尾曲

演唱：前田佳織里，作詞、作曲、編曲：田仲圭太
Is this love?
演唱：逢田梨香子，作詞、作曲：壽美禮、田邊望，編曲：湯浅篤

### 各話列表
| 第1話  | 無法迷倒他   | 筆安一幸 | 奧村吉昭 | 奧村吉昭             | 萩原翔子、今野幸一、山下悟、斋藤大輔                                               | 渡邊真由美           | 2025年 1月6日 |
| 第2話  | 喜歡上他     | 筆安一幸 | 渡邊遙   | 奧村吉昭             | 戶田誠真、萩原翔子、KIM DAE JUNG、PARK MI HYUN、KIM HYUN AH、SHIN YOO MI           | 渡邊真由美           | 1月13日       |
| 第3話  | 他和文化祭   | 筆安一幸 | 奧村吉昭 | 松井仁之             | KIM HYUN AH、KIM DAE JUNG、SHN YOO MI、PARK MI HYUN、今野幸一、萩原翔子、平賀明里  | 渡邊真由美           | 1月20日       |
| 第4話  | 他和傳說     | 筆安一幸 | 松井仁之 | 黑田晃一郎           | 關鵬、拾月動画、萩原翔子                                                           | 渡邊真由美           | 1月27日       |
| 第5話  | 他和籃球女生 | 井上美緒 | 小高義規 | 齊藤秀二             | 荻原翔子、今野幸子、山下悟、齊藤大輔                                               | 渡邊真由美           | 2月3日        |
| 第6話  | 他來看病     | 井上美緒 | 松井仁之 | 森田侑希             | 古池敏也、兼子秀敬、旭陽、萩原翔子                                                 | 渡邊真由美           | 2月11日       |
| 第7話  | 和他一起等待 | 笹野惠   | 沼山茉由 | 沼山茉由             | 大豆一博                                                                           | 渡邊真由美           | 2月18日       |
| 第8話  | 他和萬聖節   | 笹野惠   | 齊藤秀二 | 齊藤秀二             | 萩原翔子、今野幸一、山下悟、無錫旭陽動畫製作有限公司、無錫亮度塗鴉文化傳媒有限公司 | 渡邊真由美、萩原翔子 | 2月25日       |
| 第9話  | 他和好朋友   | 天真滿   | 山下悟   | 佐佐木萌             | 佐佐木萌、小見川美穗、MOOK Hary                                                    | 渡邊真由美           | 3月4日        |
| 第10話 | 他和遊樂園   | 天真滿   | 松井仁之 | 森田侑希             | 古池敏也、兼子秀敬、旭陽、萩原翔子                                                 | 渡邊真由美           | 3月11日       |
| 第11話 | 他和两人     | 筆安一幸 | 沼山茉由 | 沼山茉由             | 大豆一博、萩原翔子                                                                 | 渡邊真由美           | 3月18日       |
| 第12話 | 與他的初戀   | 筆安一幸 | 奧村吉昭 | 奧村吉昭、山本雄太郎 | 萩原翔子、今野幸一、山下悟                                                         | 渡邊真由美           | 3月25日       |

### 播映平台
日本深夜動畫：下文記載的日本国内播放時間使用日本標準時間（UTC+9）表示。因為部分時間标识會採用30小时制，因此請留意这类超过24:00的时间，其實際播放時間為翌日清晨。
| 播放日期             | 播放時間（UTC+9）               | 播放電視台          | 播放地區                                                    | 備註            |
| -------------------- | ------------------------------- | ------------------- | ----------------------------------------------------------- | --------------- |
| 2025年1月7日—3月25日 | 星期二00:00—00:30（星期一深夜） | 東京電視網系列全6部 | 北海道、關東廣域圏、愛知縣、 大阪府、岡山縣・香川縣、福岡縣 |                 |
|                      | 星期二23:00–23:30               | AT-X                | 日本全域                                                    | CS放送 / 有重播 |

| 播映地區 | 播映平台    | 播映日期             | 播映時間             | 備註   |
| 第1季    | 第1季       | 第1季                | 第1季                | 第1季  |
| -------- | ----------- | -------------------- | -------------------- | ------ |
| 部分地區 | Crunchyroll | 2025年1月7日—3月26日 | 星期二 1:00（UTC+8） | [ 36 ] |

### BD
| 卷數  | 發售日期      | 收錄話數     | 規格編號  |
| 第1季 | 第1季         | 第1季        | 第1季     |
| ----- | ------------- | ------------ | --------- |
| Vol.1 | 2025年4月30日 | 第1話—第4話  | DMPXA-405 |
| Vol.2 | 2025年5月28日 | 第5話—第8話  | DMPXA-406 |
| Vol.3 | 2025年6月25日 | 第9話—第12話 | DMPXA-407 |

## 外部連結
- 漫畫連載網站（日語）
- 黑岩目高不把我的可愛放在眼裡的X（前Twitter）（日語）
- 電視動畫官方網站（日語）